# Ischnocnema concolor
Espèce
Ischnocnema concolor est une espèce d'amphibiens de la famille des Brachycephalidae.

## Répartition
Cette espèce est endémique de l'État de Rio de Janeiro au Brésil. Elle se rencontre à 2 150 m d'altitude dans le Parc national d'Itatiaia.

## Publication originale
- Targino, Nogueira Costa, Potsch de Carvalho e Silva, 2009 : Two New Species of the Ischnocnema lactea Species Series from Itatiaia Highlands, Southeastern Brazil (Amphibia, Anura, Brachycephalidae). South American Journal of Herpetology, vol. 4, no 2, p. 139-150.